# Robert Aldrich (historiador)
Robert Joseph Aldrich (Nueva York, 29 de julio de 1954) es un historiador, escritor australiano-estadounidense, que reside en Australia desde 1981, es además profesor de la Universidad de Sídney.

## Vida
Tras la escuela, Aldrich estudió Historia, consiguiendo el bachelor en la Universidad Emory (Atlanta) y el máster en la Universidad Brandeis (Waltham, Massachusetts), al igual que su doctorado. Como historiador, tiene una plaza de profesor en la Universidad de Sídney.
Dirigió y coordinó la edición académica del libro Gays y lesbianas: vida y cultura — Un legado universal, en el que prestigiosos investigadores de Europa y los Estados Unidos realizaron una historia global de la homosexualidad. La obra está dividida en catorce capítulos y cuenta con numerosas ilustraciones.

## Obra (selección)[2]
- The French Presence in the South Pacific, 1842-1940, 1990
- France's Overseas Frontier: Départements et Territoires d'Outre-Mer, (junto con John Connell), 1992
- France and the South Pacific since 1940, 1993
- The Seduction of the Mediterranean: Writing, Art and Homosexual Fantasy, 1993
- Greater France: A History of French Overseas Expansion, 1996
- The Last Colonies, 1998
- Who's Who in gay and lesbian history, 2001 (junto con Garry Wotherspoon)[5]
- Colonialism and Homosexuality, 2003
- Vestiges of the Colonial Empire in France: Monuments, Museums and Colonial Memories, 2005
- Gay Life and Culture: A World History, publicado por Thames & Hudson, 2006 (traducción al español: Gays y lesbianas: vida y cultura — Un legado universal., Murmann Verlag, 2007)
- The Age of Empires, publicado por Thames & Hudson, 2007